# Голубєв Костянтин Павлович
Костянтин Павлович Голубєв (1905, місто Твер, тепер Російська Федерація — ?) — радянський діяч, голова Читинського облвиконкому. Депутат Верховної ради СРСР 2-го скликання.

## Біографія
Закінчив Тверський сільськогосподарський технікум.
У 1927—1929 роках — агроном-практикант, агроном у Тверській губернії.
З 1929 до 1930 року служив у Червоній армії. Член ВКП(б).
У 1930—1941 роках — агроном Максатихінського районного земельного відділу; директор машинно-тракторної станції; керуючий Калінінської обласної контори «Держсортфонду»; заступник начальника Калінінського обласного земельного відділу.
У 1941—1943 роках — заступник голови виконавчого комітету Калінінської обласної ради депутатів трудящих.
У 1943—1945 роках — заступник народного комісара землеробства Російської РФСР.
У 1945—1949 роках — голова виконавчого комітету Читинської обласної ради депутатів трудящих.
Подальша доля невідома.

## Нагороди
- ордени
- медалі